# Bottle Shock
Bottle Shock is een Amerikaanse historische speelfilm uit 2008 onder regie van Randall Miller. Deze baseerde het verhaal op het waargebeurde Jugement de Paris uit 1976, waarin Californische wijnen het in een dubbelblinde test opnamen tegen de op dat moment onverslaanbaar geachte Franse concurrentie.
De personages en wijnproducenten in de film dragen de echte namen van de betrokken partijen. Bottle Shock was in 2008 de openingsfilm van het Sundance Film Festival. In Nederland ging ze datzelfde jaar in première op filmfestival Film by the Sea. De titel bottle shock is een term die slaat op een soort jetlag die wijn ondergaat tijdens vervoer, waarna de drank weer een tijd moet liggen om in optimale staat te komen.

## Verhaal
Jim Barrett (Bill Pullman) is de eigenaar van de kleine wijngaard Chateau Montelena in Californië. Hij werkt er met zijn zoon Bo (Chris Pine) en de Mexicaanse Gustavo Brambila (Freddy Rodríguez). Op het moment dat stagiaire Sam (Rachael Taylor) aankomt, heeft Barrett net voor de derde keer een lening afgesloten om zijn bedrijf overeind te houden. Hij is bezig met zijn laatste kans om van zijn wijngaard een succesvolle onderneming te maken.
Steven Spurrier (Alan Rickman) is een Britse eigenaar van een wijnwinkel in Parijs. Hij is het zelfverklaarde hoofd van de zelfgestichte wijnvereniging L'académie du vin, dat geen andere leden heeft en andere wijnclubs niets zegt. De enige klant die dagelijks in zijn winkel zit, is de Amerikaan Maurice (Dennis Farina). Die zit er voornamelijk om wijnfanaat Spurrier gezelschap te houden en is de eigenaar van een aangrenzend zaakje. Wanneer hij de Brit vertelt dat hij geruchten heeft gehoord over een aankomende golf van kwalitatief goede wijnen die van buiten Frankrijk komen, wuift Spurrier die mogelijkheid weg.
Spurrier is van plan een wijnproeverij te organiseren en reist toch nieuwsgierig af naar Californië om de kwaliteit van de wijn daar zelf te beoordelen. Hij weet op weg naar de eerste wijngaard Barrett al tegen zich in het harnas te jagen. Spurrier krijgt namelijk autopech, waarop de voorbijrijdende Barrett stopt om hem te helpen. In de korte tijd dat de mannen elkaar spreken, laat Spurrier de indruk achter een typische Britse snob te zijn, waar de trotse Amerikaan weinig mee op heeft. Spurrier schrikt daarom als hij tijdens Barretts wegrijden te horen krijgt dat die de eigenaar van Chateau Montelena is.
Barrett neemt revanche op de Brit wanneer die even later bij hem aankomt om zijn wijn te proeven. Spurrier wil kijken of hij soorten kan vinden in Californië die het tegen de Franse soorten in zijn komende proeverij kunnen opnemen. Wanneer hij Barrett een financiële vergoeding voor het proeven aanbiedt, vertelt deze hem niet dat dit in zijn contreien niet gebruikelijk is, maar laat hem gewoon betalen. Ook licht hij de andere wijngaarden in de regio in dat er een betalende Britse snob aankomt.
Terwijl Spurrier doorreist op zoek naar wijnen, gaat Barrett verder met proberen een perfecte chardonnay te maken. Zijn lichting uit 1973 moet het helemaal worden en smaakt perfect. Bo treft hem later niettemin in zak en as aan in zijn wijnschuur. Alle chardonnay van '73 is verkleurd en poepbruin geworden, ondanks dat de smaak nog steeds goed is. Barrett gaat alles weggooien en proberen zijn oude baan terug te krijgen. Zijn droom is mislukt. Bo heeft alleen zonder dat zijn vader het wist twee flessen aan Spurrier meegegeven, die met een bruine kleur niettemin kansloos zijn in een wijnproefwedstrijd. Barrett is woedend en vreest voor schut te staan.
Bo en Sam gaan naar een plaatselijke expert om te vragen of die weet hoe hun schijnbaar volmaakte wijn bruin heeft kunnen worden. Deze vertelt hen dat dit niets te maken heeft met mislukking, maar juist met een 'te' perfect productieproces. Het is de bedoeling dat wijn met zo min mogelijk tussenkomst van zuurstof in de fles komt. Blijkbaar is Barrett het schijnbaar onmogelijke gelukt om de wijn met 0% zuurstof te bottelen. Hierdoor heeft zijn chardonnay niet geoxideerd, wat haar normaal wit maakt. Barretts wijn zal na een paar dagen liggen niettemin ook gewoon wit worden en is daarmee totaal niet mislukt. Bo en Sam haasten zich terug om zijn vader te behoeden voor een enorme stommiteit, maar deze heeft zijn totale voorraad al meegegeven aan een trucker om de hele handel naar de stort te brengen.
Verslagen gaan Sam en Bo met Gustavo naar het café van Joe (Eliza Dushku). Zij laat hen blind een nieuwe wijn proeven die ze binnen heeft. Gustavo schrikt hier van op en dringt erop aan dat ook Bo en Sam ervan drinken. Het blijkt Barretts wijn. De trucker die deze af zou voeren heeft wat extra geld willen verdienen en zijn totale lading voor een zacht prijsje aan Joe verkocht. Zij is een goede bekende van de Barretts en het leek haar een goed idee om de wijn van de stort te redden. Deze is inmiddels gewoon wit, zoals de expert vertelde. Wanneer Chateau Montelena vervolgens op Spurriers blinde proeverij in Parijs tot winnaar wordt verkozen, blijkt Barretts geredde wijn wereldnieuws en nu goud waard te zijn. Tegelijk wordt hiermee een revolutie ontketend die het mogelijk maakt voor wijnsoorten van buiten Frankrijk om naam te maken in de wereld, nu de Fransen te verslaan blijken.

## Overige cast
- Miguel Sandoval - Mr. Garcia
- Bradley Whitford - Professor Saunders
- Joe Regalbuto - Bill
- Hal B. Klein - Shenky
- Phillipe Simon - Claude Dubois-Millot
- Philippe Bergeron - Pierre Tari
- Jean-Pierre Gillain - Pierre Brejoux
- Mary Pat Gleason - Marge